# Чарновонж
Чарновонж (пол. Czarnowąż) — село в Польщі, у гміні Котунь Седлецького повіту Мазовецького воєводства.
Населення — 102 особи (2011).
У 1975-1998 роках село належало до Седлецького воєводства.

## Демографія
Демографічна структура станом на 31 березня 2011 року:
|          | Загалом | Допрацездатний вік | Працездатний вік | Постпрацездатний вік |
| -------- | ------- | ------------------ | ---------------- | -------------------- |
| Чоловіки | 42      | 10                 | 29               | 3                    |
| Жінки    | 60      | 16                 | 32               | 12                   |
| Разом    | 102     | 26                 | 61               | 15                   |